# Louis d'Aignan du Sendat
Louis d'Aignan du Sendat (dit L'abbé d'Aignan du Sendat) est un compilateur et un écrivain occitan.
Il nait à Auch en 1681 et meurt dans cette même ville en 1764, dans laquelle il aura exercé en tant que vicaire général et archidiacre de la cathédrale Sainte Marie sous trois archevêques différents.
Il réunit durant sa vie de nombreuses enluminures liées à l'histoire locale, ainsi que de multiples écrits gascons. À sa mort, il lègue sa collection aux Jésuites à charge pour eux de l'ouvrir au public. Ces mêmes jésuites en seront dépossédés par la ville à la révolution. Elles constituent encore actuellement la base de la collection de la bibliothèque d'Auch.
Il a lui-même écrit en langue française et gasconne, une trentaine de volume tournant essentiellement autour de l'histoire du diocèse d'Auch. Il fait partie des auteurs cités par Mistral dans son Trésor du Félibrige